# 自作聪明的谋杀案
《自作聪明的谋杀案》（英语：Smart-Aleck Kill）是作家雷蒙·钱德勒的短篇小说。  它于1934年7月首次发表在《黑色面具》杂志上。  

## 情节
私家侦探马罗被一家电影制片厂雇佣，来处理导演德里克·惠伦的敲诈威胁，但惠伦不合作。
另一边，两名武装人员闯入公寓，要求沃尔登尔登支付赎金。他们带着马罗去了银行，但马罗的司机帮他逃走了。后来，马罗接到沃尔登女友的电话，她在电话里表示了对沃尔登的担心，马罗随即找到沃尔登，发现他头部中弹身亡，看上去像是自杀。
马罗又从另一个侦探丹尼那里得到帮助，并追踪到了杀死沃尔登的这把枪的原主人，她是一个与苏特罗有关系的金发女人，同样也是一名市议员，但她表示此事与她无关。在回去的路上，马罗和他的司机遭到枪击，司机受伤。丹尼把金发女郎藏了起来，并告诉马罗：她试图联系一个名叫唐纳的暴徒。
丹尼正把金发女郎控制在在家中，随后马罗去了那里，却险些被一个暗杀小队的子弹打中，马罗意识了到丹尼是罪犯一边的人。于是马罗去拜访了苏特罗，唐纳当时也在场，马罗向他们透露惠伦已经死了的消息。唐纳开始指责是那些鲁莽的走狗违反了命令才袭击了司机，马罗则当场解释了事件的整个来龙去脉：惠伦曾经与苏特罗和唐纳有毒品交易，但他想金盆洗手。于是唐纳就想趁机勒索他，但是苏特罗却觉得是惠伦使自己蒙受了巨大的损失，就打算杀了他。苏特罗雇了丹尼去了解马罗的情况，并安排了暗杀小组的行动。
最终，苏特罗死于非命，警方对惠伦和苏特罗的死亡事件进行了公开报道。

## 改编
这个故事被改编成了HBO电视剧《私家侦探菲利普·马洛》的一集。

## 延伸阅读
- http://ae-lib.org.ua/texts-c/chandler__smart-aleck_kill__en.htm （页面存档备份，存于）